# Italiens Grand Prix 1952
Italiens Grand Prix 1952 var det sista av åtta lopp ingående i formel 1-VM 1952.  

## Resultat
1. Alberto Ascari, Ferrari, 8+½ poäng
2. José Froilán González, Maserati, 6+½
3. Luigi Villoresi, Ferrari, 4
4. Nino Farina, Ferrari, 3
5. Felice Bonetto, Maserati, 2
6. André Simon, Ferrari
7. Piero Taruffi, Ferrari
8. Chico Landi, Escuderia Bandeirantes (Maserati)
9. Ken Wharton, Frazer-Nash (Cooper-Bristol)
10. Louis Rosier, Ecurie Rosier (Ferrari)
11. Eitel Cantoni, Escuderia Bandeirantes (Maserati)
12. Dennis Poore, Connaught-Francis
13. Eric Brandon, Ecurie Richmond (Cooper-Bristol)
14. Robert Manzon, Gordini
15. Alan Brown, Ecurie Richmond (Cooper-Bristol)

### Förare som bröt loppet
- Stirling Moss, Connaught-Francis (varv 60, upphängning)
- Gino Bianco, Escuderia Bandeirantes (Maserati) (46, motor)
- Jean Behra, Gordini (42, motor)
- Mike Hawthorn, Leslie Hawthorn (Cooper-Bristol) (38, för få varv)
- Franco Rol, Maserati (24, motor)
- Maurice Trintignant, Gordini (5, motor)
- Kenneth McAlpine, Connaught-Francis (4, upphängning)
- Rudi Fischer, Ecurie Espadon (Ferrari) (3, motor)
- Élie Bayol, Élie Bayol (Osca) (0, växellåda)

### Förare som ej kvalificerade sig
- Charles de Tornaco, Ecurie Francorchamps (Ferrari)
- Alberto Crespo, Enrico Platé (Maserati-Platé)
- Emmanuel de Graffenried, Enrico Platé (Maserati-Platé)
- Peter Collins, HWM-Alta
- Peter Whitehead, Peter Whitehead (Ferrari)
- Tony Gaze, Tony Gaze (HWM-Alta)
- Bill Aston, Aston-Butterworth
- Lance Macklin, HWM-Alta
- Hans Stuck, Ecurie Espadon (Ferrari)
- Piero Dusio, Cisitalia-BPM
- Johnny Claes, Vicomtesse de Walckiers (Simca-Gordini-Gordini)